# اسفنجان (جهرم)
اسفنجان (جهرم)، روستایی از توابع بخش سیمکان شهرستان جهرم در استان فارس ایران است.

## مردم
مردم این روستا بختیاری تبار و از طایفه قائدی چهارلنگ می باشند که به گویش بختیاری سخن می گویند.

## جمعیت
این روستا در دهستان پشت پر قرار دارد و بر اساس سرشماری مرکز آمار ایران در سال ۱۳۹۴، جمعیت روستای اسفنجان (۹۴نفر) (۲۲۳نفر مرد و ۱۹۹نفر زن) و تعداد خانوار بالغ بر (۱۲۷خانوار) می‌باشد.